# آری چنین بود
آری چنین بود فیلمی به کارگردانی  و نویسندگی داوود اسماعیلی محصول سال ۱۳۶۷ است.

## بازیگران
- خسرو شجاع زاده
- کاظم افرندنیا
- داوود فتحعلی بیگی
- حمید طالقانی
- ایمان ساجدی
- فریبا شمس
- علی کرمی
- فائقه نگینی
- ناصر شاگردی
- علیرضا شاگردی
- علیرضا اوسیوند
- سیروس اعوانی
- مجید خلقی
- محمدرضا سلیمانی